# Хайруллин, Айрат Ринатович
Айрат Ринатович Хайруллин (тат. Айрат Ринат улы Хәйруллин; род. 11 декабря 1981, Бавлы, Татарская АССР, РСФСР, СССР) — министр цифрового развития государственного управления, информационных технологий и связи Республики Татарстан. Глава Альметьевского муниципального района Республики Татарстан в 2015 — 2019 годы. С 5 июня 2019 года — министр информатизации и связи Республики Татарстан. После реорганизации Министерства 25 сентября 2019 года — министр цифрового развития государственного управления, информационных технологий и связи Республики Татарстан.

## Биография
Родился 11 декабря 1981 года в г. Бавлы Бавлинского района Татарской АССР.

### Образование
- 2003 год — окончил Казанский государственный технологический университет
- Кандидат социологических наук (2007)
- Мастер делового администрирования Программа МВА КГФЭИ (2010)
- Прошёл обучение по программе Executive MBA Colorado State University (2014)
- Executive MBA Hong Kong University of Science and Technology (2020)

### Карьера
- 1996—2002 года — укладчик-сортировщик на Бавлинском кирпичном заводе.
- 2002—2003 года — специалист I категории Министерства связи Республики Татарстан.
- 2003—2007 года — ведущий специалист, главный специалист, начальник отдела Министерства транспорта и дорожного хозяйства Республики Татарстан.
- С марта 2007 года — заместитель генерального директора Государственного учреждения «Центр информационных технологий Республики Татарстан».
- 28 марта 2008 года назначен начальником отдела инфокоммуникаций, защиты информации и материально-технического обеспечения Аппарата Кабинета Министров Республики Татарстан.
- С 23 апреля 2010 года — заместитель руководителя Аппарата Кабинета Министров РТ.
- С 1 января 2011 года — заместитель руководителя Аппарата Кабинета Министров РТ — Управляющий делами.
- С 31 мая 2012 года — помощник Президента Республики Татарстан по экономическим вопросам[1].
- Со 2 марта 2015 года — и. о. руководителя исполнительного комитета Альметьевского муниципального района[2].
- Со 2 апреля 2015 года — руководитель исполнительного комитета Альметьевского муниципального района.
- С 23 сентября 2015 года — глава Альметьевского муниципального района[3], председатель Альметьевского муниципального района, глава города Альметьевска, председатель Альметьевского городского Совета.
- С 5 июня 2019 года — министр информатизации и связи Республики Татарстан.
- В связи с реорганизацией Министерства с 25 сентября 2019 года — министр цифрового развития государственного управления, информационных технологий и связи Республики Татарстан.

## Семья
Женат. Воспитывает троих детей.

## Хобби
Фотография, хоккей, плавание, бег, триатлон. Дважды преодолел дистанцию IronMan. С 2021 года ведет подкаст в видео и аудиоформатах.

## Награды
- Медаль ФСТЭК России I степени «За укрепление государственной системы защиты информации»
- Медаль «В память 1000-летия Казани»
- Благодарность Президента Республики Татарстан
- Благодарность Президента Российской Федерации
- Медаль Республики Татарстан «За доблестный труд»